# Arcelia
Arcelia är en kommunhuvudort i Mexiko.   Den ligger i kommunen Arcelia och delstaten Guerrero, i den södra delen av landet, 170 km sydväst om huvudstaden Mexico City. Arcelia ligger 393 meter över havet och antalet invånare är 16 940.
Terrängen runt Arcelia är kuperad åt sydost, men åt nordväst är den platt. Runt Arcelia är det ganska glesbefolkat, med 38 invånare per kvadratkilometer. Arcelia är det största samhället i trakten. I omgivningarna runt Arcelia växer huvudsakligen savannskog.